# Kaldeja
Kaldeja [kaldéja] je bila starogrška označba pokrajine v Babiloniji. Eden prvih virov za ime je starozavetni opis pustošenja Jeruzalema Nebukadnezarja II. leta 586 pr. n. št. (Habakuk 1:6). Asirsko ime za staroveške Kaldejce je bilo kal-di, hebrejsko כשדים (Kaśdim) in babilonsko Kar-Dunjaš.
Kaldeja ni enako Babilonija, čeprav so to v stari zavezi enačili. Kaldeja je bila večja državna tvorba, ki je obsegala Babilonijo, Mezopotamijo in Sirijo.
Geneza navaja, da je Abraham izhajal iz Ura, ki je bil kasneje dežela kasdimov — »Kaldejcev«, oziroma morebiti le »Kasitov«. Toponimija je iz novobabilonskega obdobja piscev Tore in ne iz Abrahamovega časa.
Enajsta dinastija babilonskih kraljev (6. stoletje pr. n. št.) je zgodovinarjem znana kot Novobabilonska, oziroma kot Kaldejska dinastija. Kraljestvo v južnem delu Babilonije je ležalo v glavnem na desnem bregu Evfrata. Čeprav se ime v splošnem uporablja za celotno Mezopotamijo, je bila Kaldeja ogromna nižava na jugu, ki so jo izoblikovale naplavine Evfrata in Tigrisa. Kaldeja se je raztezala vzdolž obeh rek več sto kilometrov in sto kilometrov v širino.
Kaldejci so se naselili v južno Mezopotamijo v začetku 1. stoletja pr. n. št. Govorili so aramejsko. Naselili so se južneje od Aramejcev, ki so naselili severno Mezopotamijo in Aram. »Arabski« polotok so Kaldejci od drugih ljudstev zapustili kasneje in se naselili v Rodovitnem polmesecu.
V novejšem času v Iraku, Iranu in diaspori obstaja več sto tisoč pripadnikov Kaldejske katoliške cerkve, kot jo je poimenoval papež v 16. stoletju. En del se ima za neposredne potomce staroveških Kaldejcev, drugi del pa staroveških Asircev. Večina njihovih skupin in drugih organizacij se je leta 2003 sporazumela, da zanje uporabljajo ime Kaldejo-asirci.